# 천체입자물리학
천체입자물리학 또는 입자 천체물리학은 입자물리학의 분야 중 하나로, 천체물리학적 기원의 기본 입자를 연구하고 이들과 천체물리학 및 우주론과의 관계를 다룬다. 이는 입자물리학, 천문학, 천체물리학, 검출기 물리학, 상대성이론, 고체물리학, 그리고 우주론의 교차점에서 등장한 비교적 새로운 연구 분야이다. 부분적으로는 중성미자 진동의 발견에 의해 동기 부여되어, 2000년대 초부터 이론적, 실험적으로 급속한 발전을 이루었다.

## 역사
천체입자물리학 분야는 광학 천문학에서 발전했다. 검출기 기술의 성장과 함께 역학 (물리학), 전기역학, 열역학, 플라스마 물리학, 핵물리학, 상대성이론, 입자물리학 등 여러 물리학 하위 분야를 포함하는 더욱 성숙한 천체물리학이 등장했다. 입자물리학자들은 우주에서 발견되는 입자와 비슷한 에너지를 가진 입자를 생성하기 어렵기 때문에 천체물리학이 필요하다는 것을 알게 되었다. 예를 들어, 우주선 스펙트럼은 1020 eV만큼 높은 에너지를 가진 입자를 포함하는 반면, 대형 강입자 충돌기에서의 양성자-양성자 충돌은 약 1012 eV의 에너지에서 발생한다.
이 분야는 1910년에 독일의 물리학자 테오도어 불프가 에펠탑의 바닥과 꼭대기에서 감마선 지표인 공기 중의 이온화를 측정하면서 시작되었다고 할 수 있다. 그는 이 방사선이 오직 지상 원인으로만 설명된다고 가정했을 때 예상했던 것보다 꼭대기에서 훨씬 더 많은 이온화가 있음을 발견했다.
오스트리아 물리학자 빅토르 프란츠 헤스는 이 이온화 중 일부가 하늘에서 오는 방사선에 의해 발생한다고 가설을 세웠다. 이 가설을 입증하기 위해 헤스는 고고도에서 작동할 수 있는 기기를 설계하고 5.3 km 높이까지의 이온화 관측을 수행했다. 1911년부터 1913년까지 헤스는 10번의 비행을 통해 이온화 수준을 세밀하게 측정했다. 그는 사전 계산을 통해 지상 원인이 방사선의 유일한 원인이라면 500 m 높이 이상에서는 이온화가 없을 것이라고 예상했다. 그러나 그의 측정 결과, 이온화 수준은 처음에는 고도와 함께 감소했지만, 특정 지점에서 급격히 증가하기 시작했다. 비행 최고점에서 그는 이온화 수준이 지상보다 훨씬 높다는 것을 발견했다. 헤스는 "매우 높은 침투력을 가진 방사선이 위에서 우리 대기로 들어온다"고 결론 내릴 수 있었다. 더욱이, 헤스의 비행 중 하나는 거의 개기일식 중에 이루어졌다. 이온화 수준의 하락을 관찰하지 않았기 때문에 헤스는 그 원인이 우주 공간에 더 멀리 있어야 한다고 추론했다. 이 발견으로 헤스는 1936년 노벨 물리학상을 수상한 사람들 중 한 명이었다. 1925년, 로버트 밀리컨은 헤스의 발견을 확인하고 '우주선'이라는 용어를 만들었다.
천체입자물리학 분야의 기원에 대해 잘 아는 많은 물리학자들은 헤스의 우주선 '발견'을 이 분야의 출발점으로 간주하는 것을 선호한다.

## 연구 주제
천체입자물리학 분야의 표준적인 '교과서'적 설명을 결정하는 것은 어려울 수 있지만, 이 분야는 활발히 연구되고 있는 주제들로 특징지어질 수 있다. 저널 천체입자물리학은 다음 분야의 새로운 발전에 초점을 맞춘 논문을 수락한다.
- 고에너지 우주선 물리학 및 천체물리학;
- 입자 우주론;
- 입자 천체물리학;
- 관련 천체물리학: 초신성, 활동 은하핵, 우주 원소 풍부도, 암흑물질 등;
- 고에너지, VHE 및 UHE 감마선 천문학;
- 고에너지 및 저에너지 중성미자 천문학;
- 위에서 언급된 분야와 관련된 기기 및 검출기 개발.

### 미해결 문제
이 분야의 미래를 위한 주요 과제 중 하나는 단순히 작업 정의를 넘어 자체를 철저히 정의하고 천체물리학 및 기타 관련 주제와 명확하게 구분하는 것이다.
천체입자물리학 분야의 현재 미해결 문제로는 암흑물질과 암흑 에너지의 특성 규명이 있다. 1930년대 발터 바데와 프리츠 츠비키부터 시작된 우리 은하와 다른 은하의 별들의 공전 속도 관측과 은하단 내 은하들의 관측된 속도는 그들의 역학을 설명하는 데 필요한 가시 물질의 에너지 밀도를 훨씬 초과하는 운동을 발견했다. 90년대 초부터 일부 후보가 사라진 암흑물질의 일부를 부분적으로 설명했지만, 전체 설명을 제공하기에는 턱없이 부족하다. 가속하는 우주의 발견은 사라진 암흑물질의 상당 부분이 동적 진공의 암흑 에너지 형태로 저장되어 있음을 시사한다.
천체입자물리학자들의 또 다른 질문은 오늘날 우주에 왜 반물질보다 물질이 훨씬 더 많은가이다. 중입자 생성은 초기 우주에서 불균등한 수의 중입자와 반중입자를 생성한 가상의 과정을 의미하며, 이것이 오늘날 우주가 반물질이 아닌 물질로 이루어져 있는 이유이다.

## 실험 시설
이 분야의 급속한 발전은 새로운 유형의 인프라 설계를 이끌었다. 지하 연구실이나 특별히 설계된 망원경, 안테나 및 위성 실험을 통해 천체입자물리학자들은 중성미자, 감마선, 최고 에너지 우주선을 포함한 광범위한 우주 입자를 관측하기 위해 새로운 검출 방법을 사용한다. 그들은 또한 암흑물질과 중력파를 찾고 있다. 실험 입자물리학자들은 지상의 가속기 기술에 의해 제한되며, 이는 자연에서 발견되는 에너지의 극히 일부만을 생산할 수 있다.
다음은 천체입자물리학의 연구실 및 실험에 대한 불완전한 목록이다.

### 지하 연구실
이 시설들은 매우 민감한 실험을 방해할 수 있는 우주선으로부터 보호하기 위해 지하 깊은 곳에 위치한다.
- 중국 진핑 지하 연구소는 중국 쓰촨성의 진핑 산에 있는 깊은 지하 연구소이다.
- 카미오카 천문대는 일본 기후현 히다 시 카미오카 지역 근처의 모즈미 광산 지하에 위치한 중성미자 및 중력파 연구소이다. 이곳은 슈퍼 가미오칸데 실험의 장소이다.
- 그란 사소 국립 연구소 (LNGS)는 낮은 배경 환경이 필요한 실험을 주최하는 연구소이다. 실험 홀은 라퀼라 (이탈리아) 근처의 그란 사소 산 내부에 위치한다.
- SNOLAB은 캐나다 그레이터 서드베리의 활성 광산 지하 2 km에 위치한다. 원래의 서드베리 중성미자 관측소에서 확장된 이 전체 지하 연구소는 청정실로 운영되며 중성미자 물리학 및 암흑물질 탐색 실험을 주최한다.
- 샌포드 지하 연구 시설 (SURF)은 사우스다코타주 리드에 위치하며 여러 실험을 주최하며 미국 에너지부의 부분적인 자금 지원을 받는다.

### 중성미자 검출기
중성미자와 원자 물질 사이의 극히 드문 상호작용을 기록하기 위해서는 매우 큰 중성미자 검출기가 필요하다.
- 아이스큐브 (남극). 세계에서 가장 큰 입자 검출기로, 2010년 12월에 완성되었다. 이 검출기의 목적은 고에너지 중성미자를 조사하고, 암흑물질을 탐색하고, 초신성 폭발을 관측하고, 자기 홀극과 같은 이국적인 입자를 찾는 것이다.[7]
- ANTARES (툴롱, 프랑스). 프랑스 툴롱 해안에서 2.5 km 떨어진 지중해 아래에 있는 중성미자 검출기이다. 남반구 방향의 중성미자 플럭스를 찾고 관측하도록 설계되었다.
- NESTOR 프로젝트 (필로스, 그리스). 이 국제 협력의 목표는 그리스 필로스 해저에 중성미자 망원경을 배치하는 것이다.
- 보렉시노, LNGS에 설치된 실시간 검출기로, 유기 액체 섬광체 표적을 사용하여 태양의 중성미자를 검출하도록 설계되었다.[8]

### 암흑물질 검출기
실험은 검출기 표적 물질과의 암흑물질 상호작용을 직접 검출하는 데 전념한다.
- LZ 실험은 크세논 핵에 대한 약하게 상호작용하는 무거운 입자 (WIMP) 산란을 관측하고자 하는 암흑물질 직접 검출 실험이다. 이 실험은 사우스다코타의 샌포드 지하 연구 시설 (SURF)에 위치하며, 미국 에너지부의 로렌스 버클리 국립 연구소에서 관리한다.
- XENONnT는 XENON1T의 업그레이드 버전으로, LNGS에 위치한 암흑물질 직접 탐색 실험이며, 스핀 독립 단면적이 10−48 cm2인 WIMP에 민감할 것으로 예상된다.
- 글로벌 아르곤 암흑물질 협력단은 일련의 액체 아르곤 실험을 운영한다: LNGS의 DarkSide-50, SNOLAB의 DEAP-3600, 그리고 곧 출시될 LNGS의 DarkSide-20k 검출기이다. 이 실험들은 WIMP와 더 무거운 암흑물질 입자 후보를 찾는다.
- 극저온 암흑물질 탐색 (CDMS)은 밀리켈빈 온도에서 반도체 검출기와 WIMP 상호작용을 탐색하는 일련의 실험이다.
- CERN 액시온 태양 망원경 (CERN, 스위스)은 태양에서 발생하는 액시온을 탐색한다.

### 우주선 관측소
고에너지 우주선 검출에 관심 있는 곳은 다음과 같다.
- 피에르 오제 관측소 (말라르귀에, 아르헨티나)는 두 가지 기술을 사용하여 고에너지 우주선을 검출하고 조사한다. 하나는 표면 검출기 탱크에 담긴 물과 입자의 상호작용을 연구하는 것이다. 다른 기술은 지구 대기 상층에서 방출되는 자외선을 관측하여 공기 샤워의 발달을 추적하는 것이다.[9]
- 망원경 배열 프로젝트 (델타 (유타주)), 서부 유타 사막에서 지상 배열 및 형광 기술을 사용하여 초고에너지 우주선 (UHECR)을 검출하는 실험이다.

## 같이 보기
- Urca 과정
- 물리학의 미해결 문제
- 틀:물리학 분야
- 틀:천문학